# Indira Weis

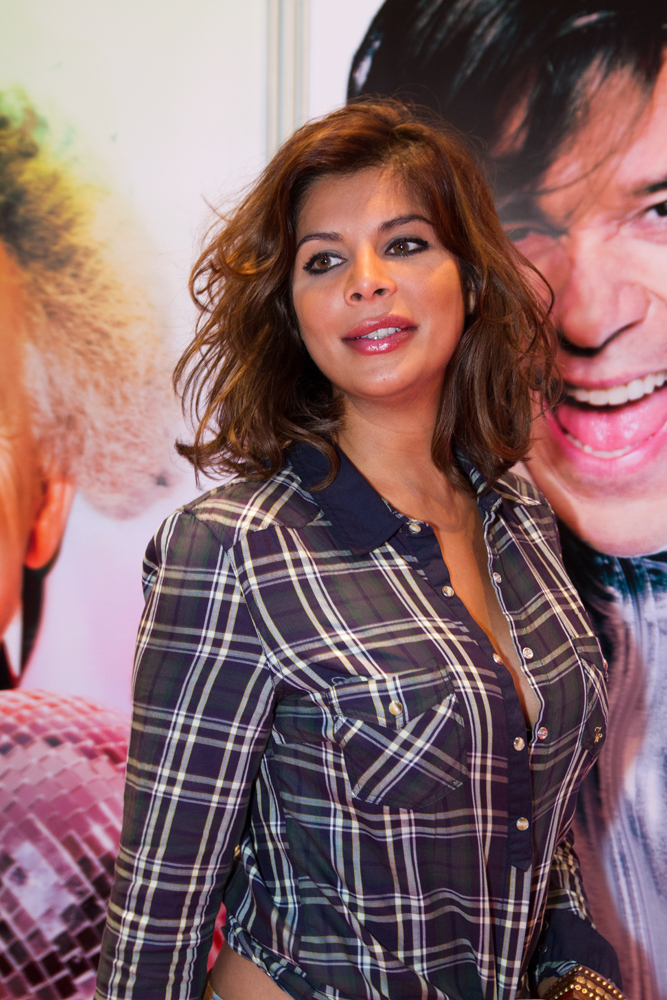
Indira Weis (2011)

Indira Weis (* 30. September 1979 als Verena Weis in Groß-Gerau) ist eine deutsche Sängerin und Schauspielerin. Sie wurde 2001 als Mitglied der Band Bro’Sis bekannt.

## Leben
Verena Weis ist das zweite Kind eines deutsch-indischen Paares. Den Spitznamen Indira bekam sie auf einer Indienreise. Im Alter von fünf Jahren begann sie mit Gitarrenunterricht und brachte sich später autodidaktisch das Klavierspielen bei. Nach dem Abitur am Gymnasium Gernsheim begann sie ein Studium der Musikwissenschaften, Amerikanistik und Indologie. Dieses brach sie ab, um Schauspielunterricht mit Schwerpunkt Gesang und Tanz an der Internationalen Michael-Tschechow-Schule in München zu nehmen. Dort wirkte sie in einer Hip-Hop-Band mit und begann, als Fotomodell zu arbeiten. Nach einem Jahr brach sie auch die Schauspielschule ab und absolvierte stattdessen ein Praktikum in einer Internet-Agentur. Danach arbeitete sie als Produzentin beim Frankfurter Regionalradiosender Planet Radio.
2011 bis 2014 war sie mit dem Rapper Manny Marc liiert. Sie lebt seit 2020 in Hering, einem Ortsteil der Gemeinde Otzberg im südhessischen Landkreis Darmstadt-Dieburg, und ist im elterlichen Immobilienunternehmen tätig.

## Musikkarriere

### Bro’Sis
Im September 2001 nahm sie am Popstars-Casting in Frankfurt am Main teil. Die Teilnahme kam durch Planet Radio zustande: „Ich war vorher bei Planet Radio, die Leute dort wollten mich zum Casting schicken, um darüber zu berichten. Allerdings war mir das zu blöd. Ich wäre gleich abgestempelt worden, weil ich so ein komisches T-Shirt von unserem Sender hätte tragen müssen. Ich bin also alleine hingegangen, weil ich einfach neugierig war.“ Mit You Make Me Wanna von Usher konnte sie die Jury von sich überzeugen. Sie wurde letztlich als Mitglied in die R&B-Band Bro’Sis aufgenommen. Auf der zweiten Single der Band wurde als Bonustrack der Titel Peace of Soul veröffentlicht, eine englischsprachige Version des von Weis verfassten Liedes Mein Glück. Im August 2002 wurde sie mit Tobi Schlegl in der Kategorie Fashion zum „Trendsetter des Jahres“ des New Faces Award gewählt.

### Solokarriere

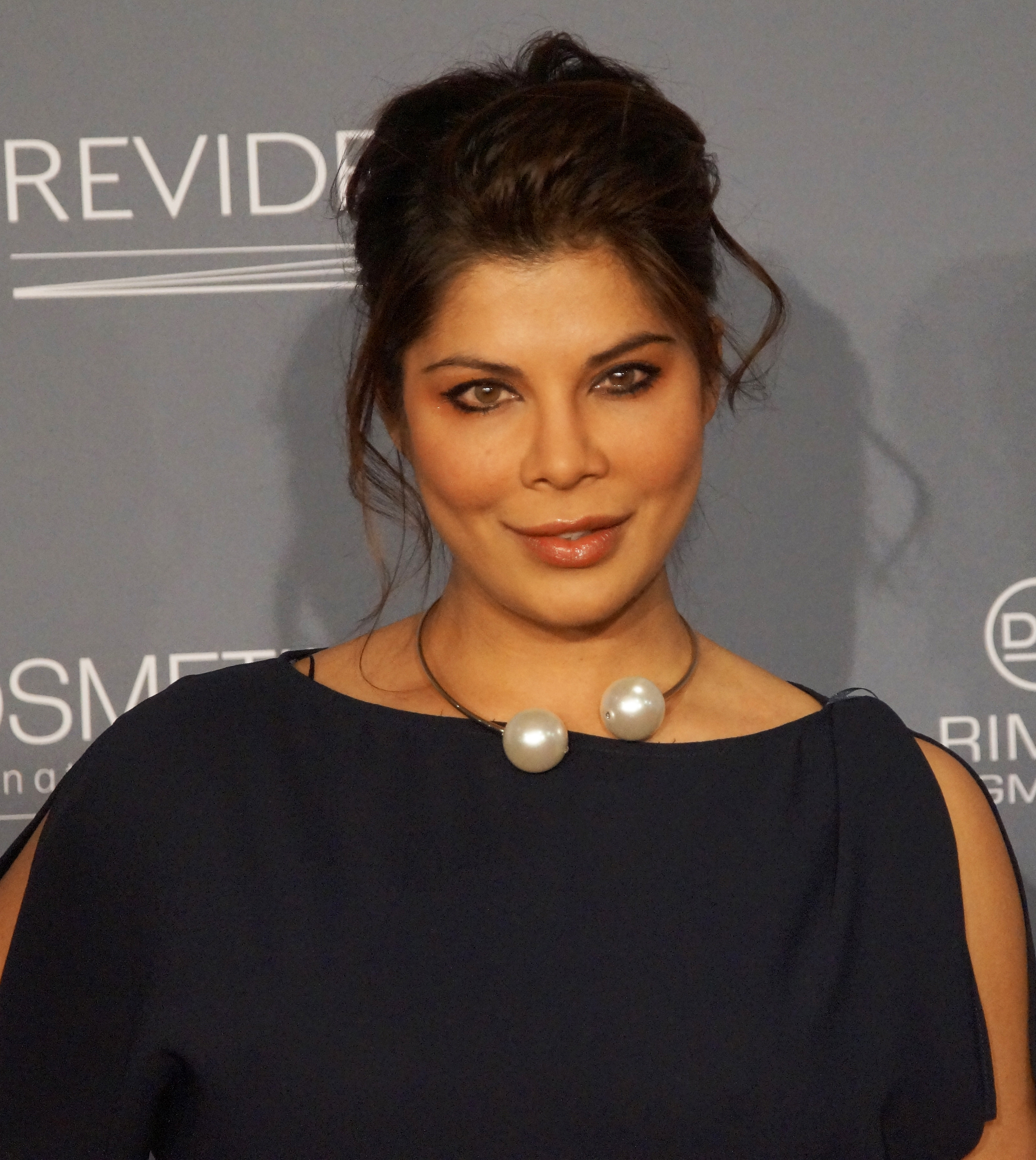
Indira Weis (2016)

Nach ihrem Ausstieg bei Bro’Sis im Mai 2003 konzentrierte sich Weis auf die Schauspielerei und trat 2004 unter anderem in einer Folge von SOKO Köln und in Das Traumhotel – Karibik sowie 2005 im Musical Quo Vadis in Trier auf. Danach studierte sie von 2007 bis 2009 in einer Frauenjeschiwa in Jerusalem die Tora und lernte Hebräisch. Während des Aufenthalts konvertierte sie zum Judentum. Zurück in Deutschland, wandte sie sich mit einer eigenen Firma wieder der Musik zu. Im September 2009 erschien ihre Comeback-Single, eine Coverversion des Rudi-Carrell-Titels Wann wird’s mal wieder richtig Sommer?
Für Anfang 2010 kündigte sie an, nach New York City zu ziehen und dort eine Schauspielschule zu besuchen. Die Einreise scheiterte jedoch. Im März 2010 wechselte Weis zu Genius Group Productions und nahm mit dem Produzenten Gabriel Ioana ihre zweite Single Beautiful Destination auf, die im Juni 2010 erschien. Im Januar 2011 war sie Teilnehmerin der RTL-Sendung Ich bin ein Star – Holt mich hier raus!, in der ihr Ex-Bandkollege Ross Antony bereits 2008 Teilnehmer gewesen war. Sie musste das Camp als Fünftplatzierte verlassen. In Australien entwickelte sich eine Beziehung mit dem Ex-US5-Sänger Jay Khan, die bis zum Juli 2011 hielt.
Direkt vor der Abreise nach Australien drehte Weis auf dem Marktplatz in Heppenheim und in der Altstadt von Bensheim das Musikvideo zu ihrer dritten Solo-Single Hol de Radio, die Ende Januar als Download erschien. Der Bayerische Rundfunk warf ihr vor, mit der Melodie von Hol de Radio einen Titel des Comedians Chris Boettcher kopiert zu haben. Dies wies Weis von sich, da die Melodie „in jedem dritten Song“ vorkomme. Nachdem Boettchers Musikverlag rechtliche Schritte einleitete, musste das Lied vom Markt genommen werden.
In der Februar-Ausgabe 2011 des deutschen Playboy war eine am Strand von Mauritius aufgenommene Fotostrecke von ihr zu sehen. Für RTL war sie zur Fußball-Weltmeisterschaft der Frauen 2011 als Botschafterin der Frauen-Fußball-WM im Einsatz. Hierzu veröffentlichte sie im Juli 2011 ihre vierte Solosingle unter dem Titel Frauenpower vor; der Song wurde von Jay Khan geschrieben.
In der zweiten Staffel von Entweder Broder bekennt sich Weis in einem Interview in der Folge Guck mal, wer sich da verschwört zu ihrem Hass auf die USA und erläutert, warum sie hinter den Terroranschlägen vom 11. September 2001 die Amerikaner vermutet. Im Oktober 2011 übergab sie auf dem 2. Deutschen Israelkongress den Preis des Veranstalters an Ralph Giordano.
Im Januar 2012 gründete sie das Musik-Label Imperium Records und arbeitet dort als CEO. Im März 2012 nahm sie am ProSieben Promiboxen teil und gewann dort ihren Kampf gegen Micaela Schäfer nach Punkten. Hierbei diente ihr ihre fünfte Solosingle Indian Electro Pop als Einlauf-Hymne, die sie als erste Auskopplung ihres neu gegründeten Labels präsentierte. Ende August 2012 veröffentlichte sie auf YouTube das Lied Freedom is free – Free Pussy Riot (Freedom Song), als Zeichen, dass die Mitglieder der Punkrock-Band Pussy Riot unverhältnismäßig bestraft wurden.
Im September 2012 flog sie nach Kalkutta, um in Indien eine Karriere als Bollywood-Schauspielerin zu starten. Hierbei wurde sie für die auf VOX ausgestrahlte Sendung Auf und davon – Mein Auslandstagebuch mit der Kamera begleitet. Anlässlich der Doku veröffentlichte Weis auf YouTube das Lied My Life in India.
Im November 2014 fand ein Twerking-Video mit Indira Weis auf YouTube medial größere Beachtung. Im Dezember 2014 veröffentlichte sie den Chill-Song auf YouTube und unterschrieb im Januar 2015 einen Plattenvertrag beim Major-Label Universal, die den Chillsong im Juli 2015 als Download veröffentlichten.
Im Januar 2019 war sie in Australien die Begleitperson von Sandra Kiriasis für die RTL-Show Ich bin ein Star – Holt mich hier raus!. Zum Start der 13. Staffel veröffentlichten beide als Skihase feat. Bobhase das gemeinsam aufgenommene Lied Es geht auf’s Eis.

## Diskografie
Für die Diskografie von Bro’Sis, siehe Bro’Sis/Diskografie.

### Singles
- 2009 – Wann wird’s mal wieder richtig Sommer?
- 2010 – Beautiful Destination (feat. Cap.Z)
- 2011 – Hol de Radio
- 2011 – Frauenpower vor
- 2012 – Indian Electro Pop (feat. Bhangra Brothers)
- 2015 – Chillsong
- 2019 – Es geht auf’s Eis (mit Sandra Kiriasis als Skihase feat. Bobhase)

### Samplerbeiträge
- 2016: Magnet (auf dem Sampler German Hip Hop)

### Gastbeiträge
- 2014 – Dokument (mit Claudio Esposito, auf seinem Album Kopfkino)
- 2015 – Prinzessin der Straße (mit Basstard, auf seinem Album  Meister der Zeremonie)

## Film und Fernsehen

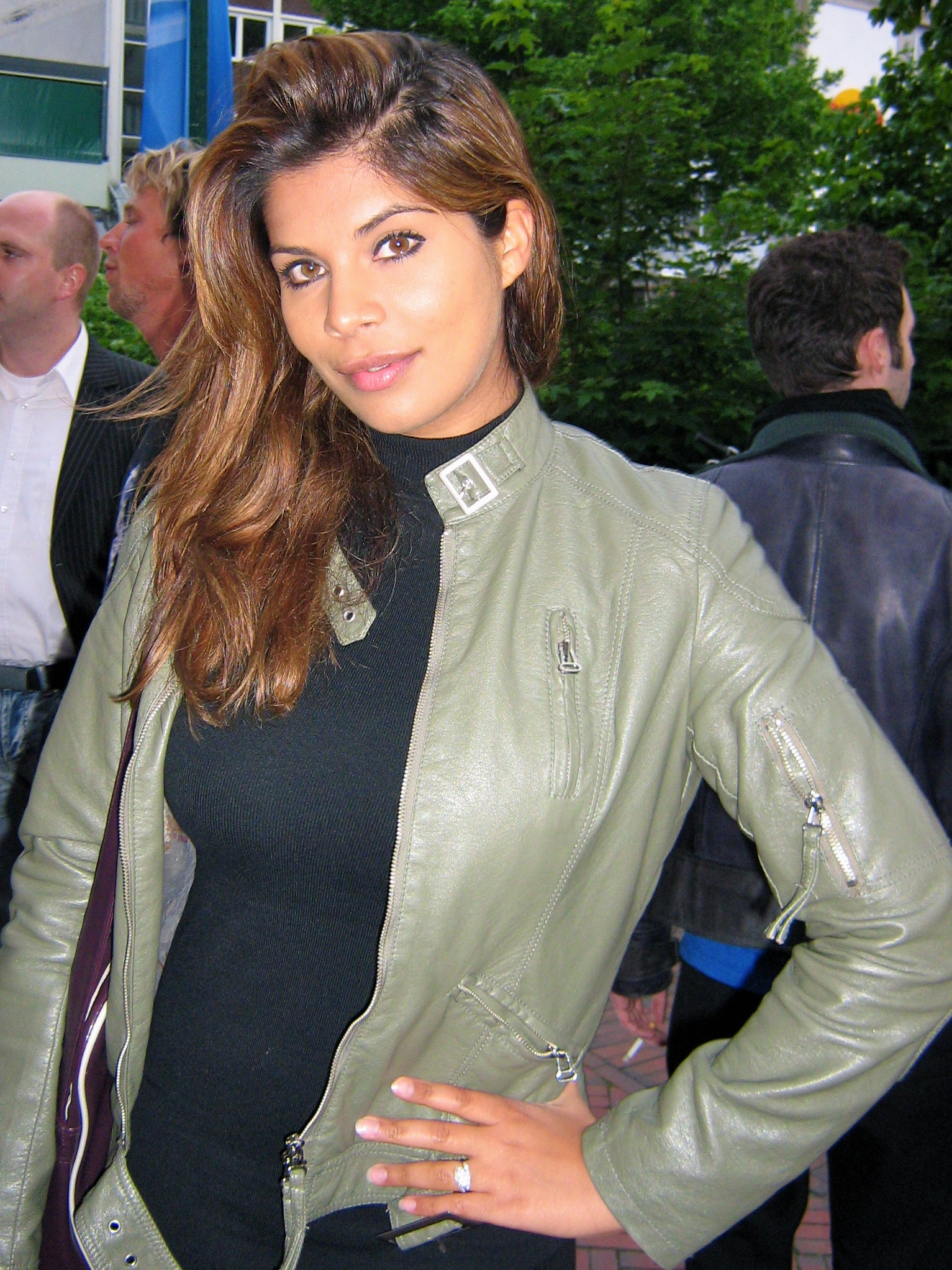
Indira Weis (2010)

### Als Schauspielerin
- 2004: SOKO Köln (ZDF)
- 2005: Letztes Kapitel (ZDF)
- 2005: SOKO Kitzbühel – Blumen für die Diva (ZDF)
- 2007: Der Kriminalist – Abwärts (ZDF)
- 2008: Das Traumhotel – Karibik (ARD)
- 2011: Alarm für Cobra 11 – Die Autobahnpolizei (RTL)[31]
- 2011: Küstenwache, Folge 227 (15.2): „Auf der Kippe“ (ZDF)

### Sonstige Fernsehauftritte
Indira Weis trat in mehreren Fernsehproduktionen als Kandidatin oder Darstellerin auf:
- 2001: Popstars
- 2008: Das perfekte Promi-Dinner[32]
- 2011: Ich bin ein Star – Holt mich hier raus!
- 2011: Das perfekte Promi-Dinner[33]
- 2011: Mein Mann kann – Promispecial
- 2011: Die Promi-Heimwerker
- 2011: Entweder Broder – Die Deutschland-Safari[34]
- 2012: Das große ProSieben Promiboxen
- 2013: Auf und davon – Mein Auslandstagebuch – Indi goes to Bollywood

### Kino
- 2005: Helloh
- 2007: Miss Lucifer!
- 2010: Snowblind
- 2010: Dreams (Kurzfilm)
- 2011: Blauer sucht Frau (Kurzfilm)[35]
- 2014: Look 4 Them

## Theater
- 1993: Igelhans, Nationaltheater Mannheim
- 1995: Das Wintermärchen, Staatstheater Darmstadt
- 1998: West Side Story (Maria), Manchester
- 2005: Quo Vadis, Theater Trier

## Auszeichnungen
- 2002: New Faces Award, „Trendsetterin des Jahres“
- 2002: Bambi, Comet und Goldene Europa als Sängerin der Band Bro’Sis